# Волокнистый хрящ

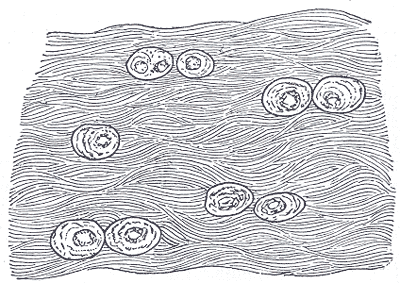
Волокнистый хрящ

Волокнистый хрящ (волокнистая хрящевая ткань, лат. textus cartilagineus fibrosa) — разновидность хрящевой ткани; находится в межпозвоночных дисках, полуподвижных сочленениях, симфизе лонного сочленения, в местах перехода волокнистой соединительной ткани (сухожилия, связки) в гиалиновый хрящ, где ограниченные движения сопровождаются сильными натяжениями.
Структурно волокнистый хрящ не только занимает промежуточное положение между сухожилием и гиалиновой хрящевой тканью, но и часто граничит с ними или островками входит в состав тех и других. Волокнистый хрящ испытывает значительные механические нагрузки как при сжатии, так и при растяжении. Коллагеновые волокна расположены параллельно друг другу, формируя пучки. Между ними в полостях (лакунах) лежат более крупные и округлые (по сравнению с фиброцитами) хондроциты — как отдельные, так и образующие изогенные группы. В изогенной группе волокнистого хряща хондроциты расположены цепочкой. Небольшие пространства между клетками изогенной группы в лакуне заполнены в основном сульфатированными гликозаминогликанами.

## Ссылка
Волокнистая хрящевая ткань. Срез межпозвоночного диска. 